# Teucholabis (Teucholabis) omissinervis
Teucholabis (Teucholabis) omissinervis is een tweevleugelige uit de familie steltmuggen (Limoniidae). De soort komt voor in het Neotropisch gebied.